# District de Santa Teresa (La Convención)
Au Pérou, le district de Santa Teresa est l’un des dix-huit districts de la province de La Convención située dans le département de Cusco.